# Phylloxera signoreti
Phylloxera signoreti är en insektsart som beskrevs av Targioni Tozzetti 1875. Phylloxera signoreti ingår i släktet Phylloxera och familjen dvärgbladlöss. Inga underarter finns listade i Catalogue of Life.